# Trichipteris estelae
Trichipteris estelae là một loài thực vật có mạch trong họ Cyatheaceae. Loài này được (Riba) R.M. Tryon miêu tả khoa học đầu tiên năm 1970.